# الشركة السعودية للتسويق
الشركة السعودية للتسويق (أسواق المزرعة) هي شركة سعودية مساهمة، تنشط في مجال التجزئة والتجارة والإستيراد في المملكة العربية السعودية. تأسست الشركة عام 1978م من خلال فرعها الأول لأسواق المزرعة في مدينة الدمام بالمنطقة الشرقية. تضم أسواق المزرعة 85 فرعاً من المتاجر الكبرى تتركز في المنطقة الشرقية ، الوسطى ،الغربية ، الجنوبية والشمالية من المملكة العربية السعودية من أنحاء المملكة العربية السعودية بالإضافة إلى 17 ميني ماركت تخدم المجمعات السكنية الفاخرة، وتضم أيضا 7 مراكز ترفيهية تعرف باسم (عالم المغامرات). تحولت الشركة إلى شركة مساهمة مغلقة عام 1433هـ، ومن ثم تمت الموافقة على إدراج الشركة ضمن الشركات المدرجة لدى سوق المال السعودي (تداول).